# St.-Katharinen-Kirche (Leplow)

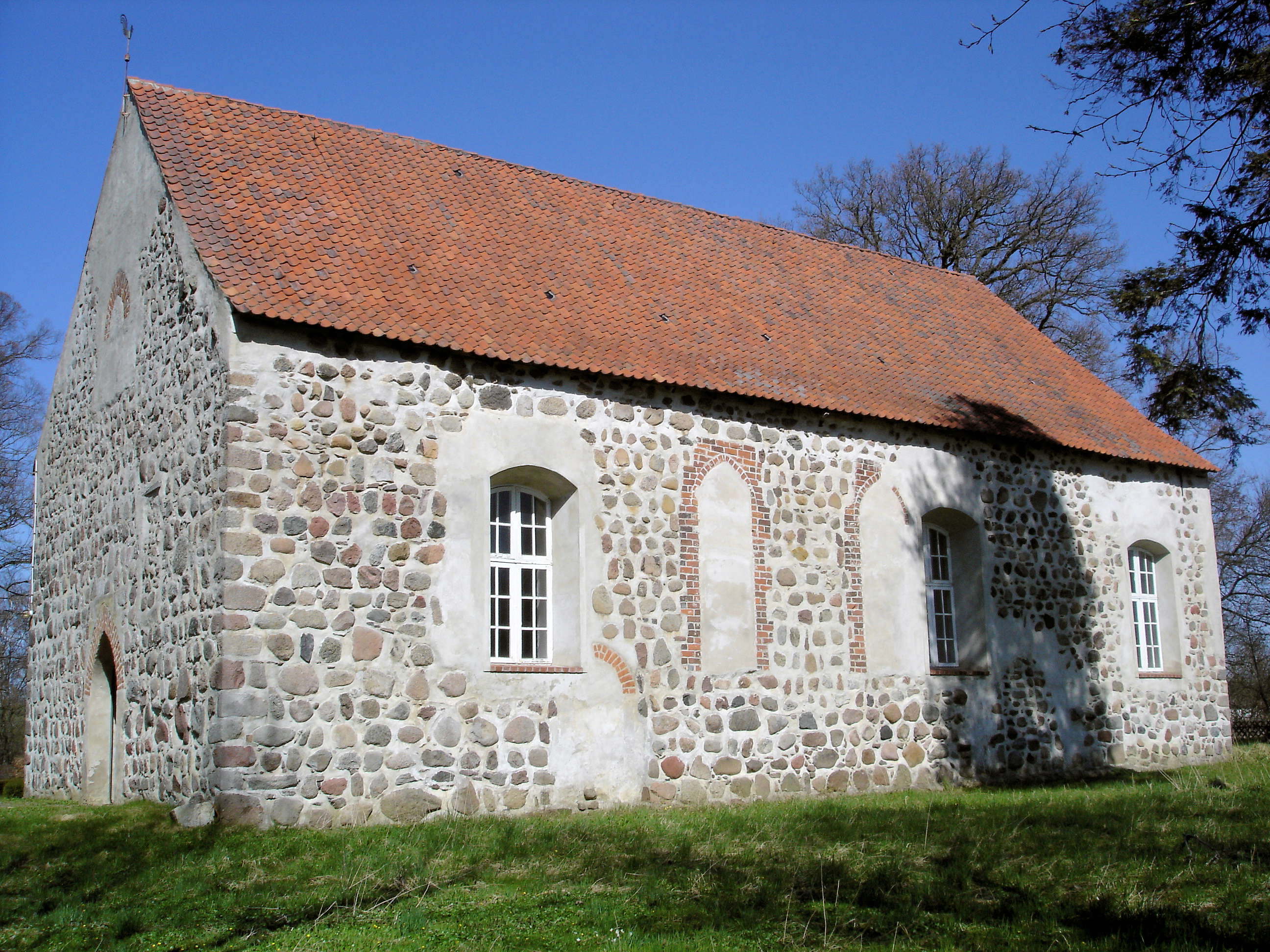
St.-Katharinen-Kirche Leplow

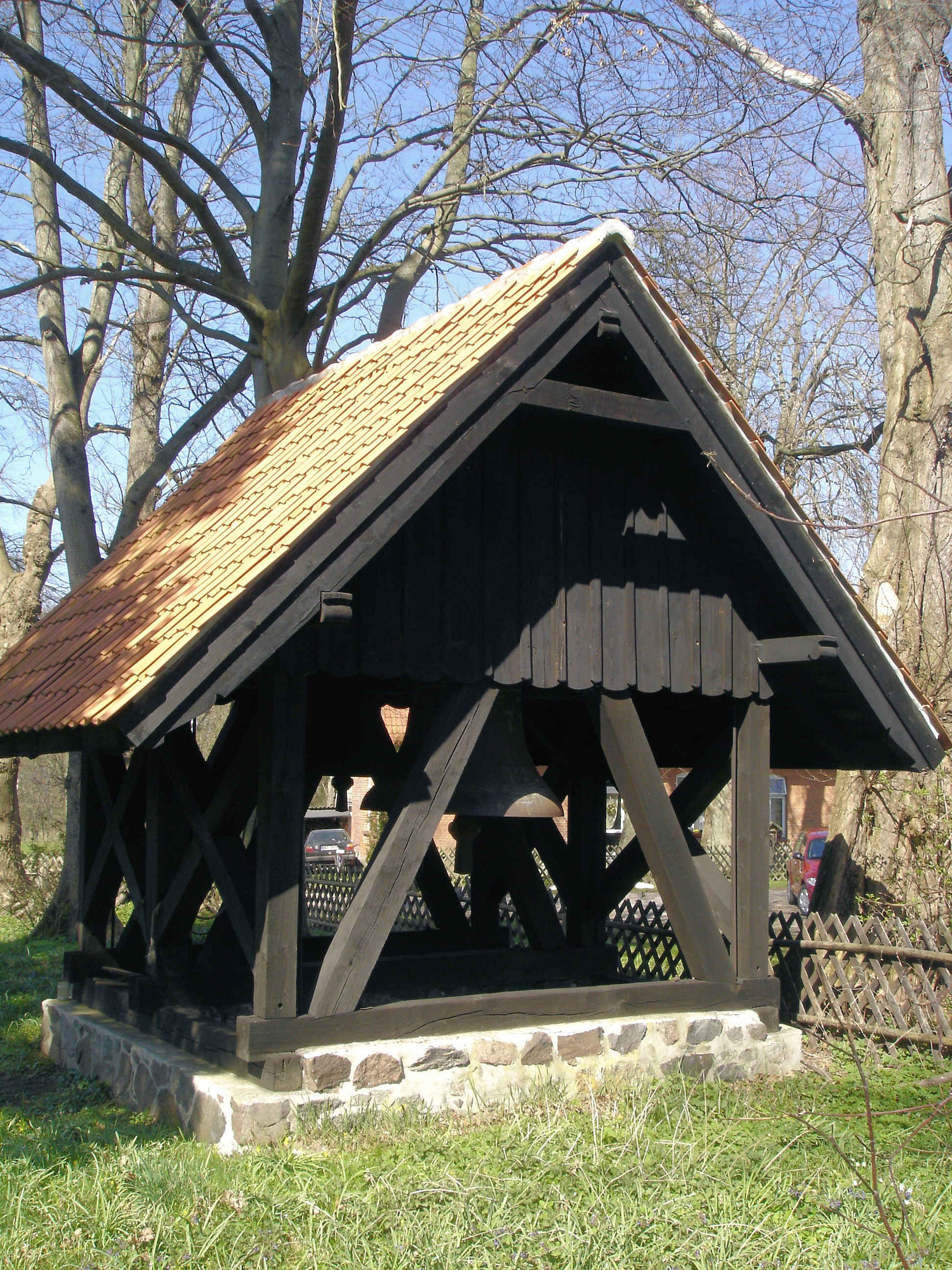
Glockenstuhl mit zwei Glocken

Die St.-Katharinen-Kirche Leplow ist ein aus dem 13. Jahrhundert stammendes Kirchengebäude im Ortsteil Leplow der vorpommerschen Gemeinde Eixen.

## Geschichte
Die Kirche wurde in der zweiten Hälfte des 13. Jahrhunderts als Tochterkirche von Tribsees erbaut; seit 1293 gehörte sie zum Kloster Neuenkamp.
Nachdem in der zweiten Hälfte des 16. Jahrhunderts zunächst die Pfarrstelle aufgelöst wurde, folgte 1687 die Verwüstung der Kirche, wobei die komplette Ausstattung verloren ging. Im zweiten Drittel des 20. Jahrhunderts wurde die Kirche von der Landeskirche aufgegeben, die Sakristei und der Fachwerkturm wurden ebenso wie die Orgel abgebrochen. In den 1990er Jahren wurde die Kirche durch die Initiative der Leplower Bevölkerung über Arbeitsbeschaffungsmaßnahmen saniert.

## Äußeres
Die ziegelgedeckte Hallenkirche ohne Kirchturm wurde aus Feldstein errichtet und hat einen rechteckigen Grundriss. Nur spärlich wurde Backstein verwendet.
Ein Glockenstuhl auf dem Kirchhof beherbergt das Geläut von zwei Glocken.

## Ausstattung
Die Kirche hat eine Holzbalkendecke auf deren Rückseite noch Reste von Ornamentbemalung erhalten sind. Die karge Ausstattung stammt aus dem 19. Jahrhundert. Es handelt sich um eine Kanzel, einen Altar und ein Taufbecken sowie Gestühl. Über dem Altar befindet sich eine Darstellung des Gekreuzigten.

### Orgel
Die Leplower Orgel wurde 1835 von Carl August Buchholz aus Berlin erbaut und wurde 1971 auf Anraten von Kirchenmusikdirektor Dietrich Prost in Groß Bünzow neu aufgebaut. 2011 wurde die Orgel aufwendig restauriert und ist wieder spielbar.

## Gemeinde

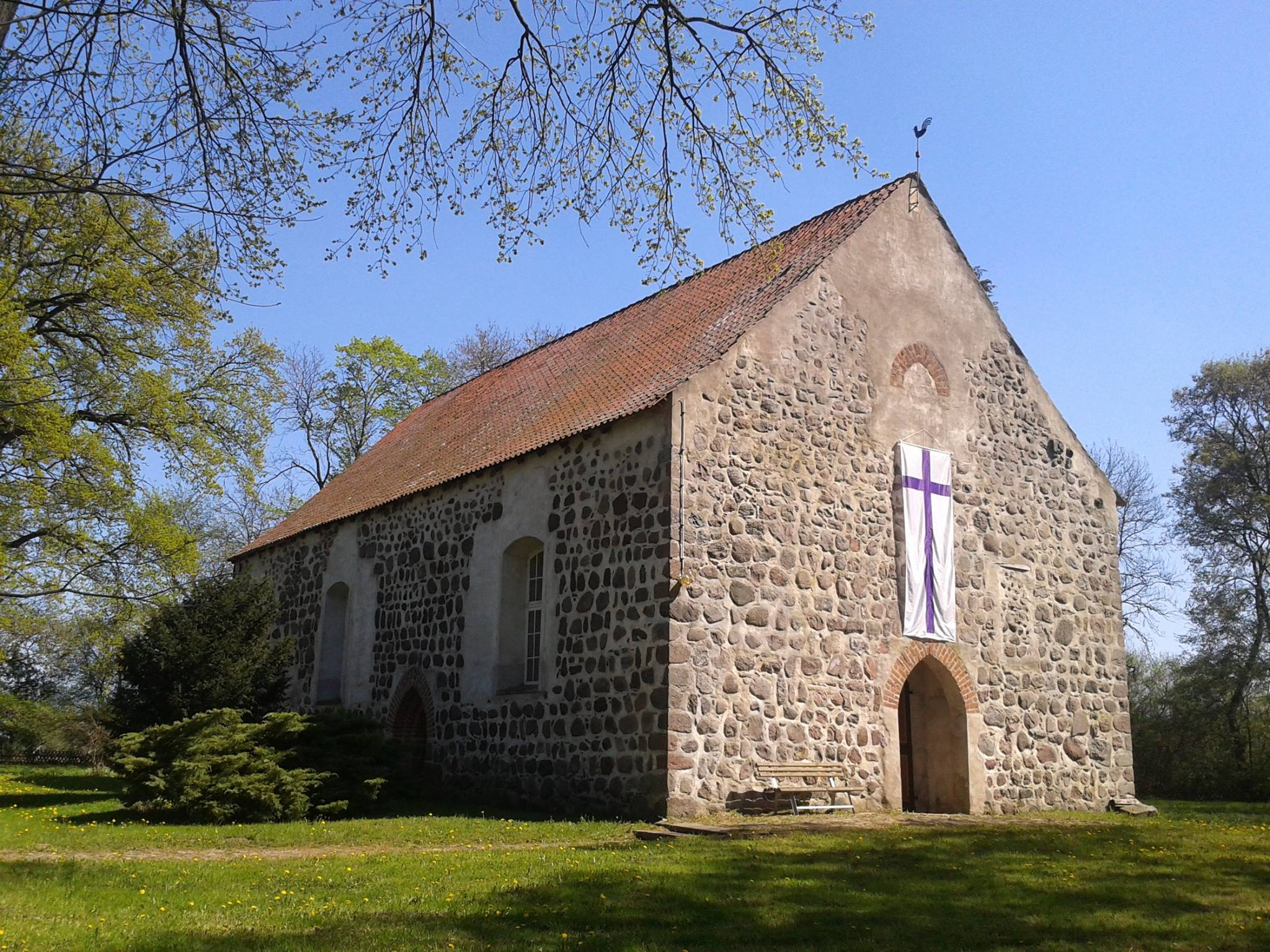
Zum Reformationsjubiläum 2017 war die Leplower Kirche zentraler Veranstaltungsort für Artist in Parish

Die Kirchgemeinde Eixen gehört seit 2012 zur Propstei Stralsund im Pommerschen Evangelischen Kirchenkreis der Evangelisch-Lutherischen Kirche in Norddeutschland. Vorher gehörte sie zum Kirchenkreis Stralsund der Pommerschen Evangelischen Kirche.

## Kulturkirche
Im Rahmen des Reformationsjubiläums ist die Kirche im Sommer 2016 Teil eines Gemeinde-Kunst-Projektes der Nordkirche. Als Artist in Residence errichtet die Künstlerin Ursula Dietze mehrere Wochen im Kirchenraum ein Atelier und gestaltet eine Kunstinstallation aus Ton und Altmetall zu Luthers Auslegung des Magnificat.